# Rock kolęda
Rock kolęda – czwarty studyjny album zespołu Hetman pierwotnie wydany na kasecie magnetofonowej. Reedycja albumu na CD (z pominięciem utworu „Pójdźmy wszyscy do stajenki”) wydana przez firmę Accord Song ukazała się w 2003 roku pod zmienionym tytułem Kolędy.

## Lista utworów
Strona A:
1. „Jezus malusieńki”
2. „Lulajże, Jezuniu”
3. „Oj, maluśki”
4. „Bóg się rodzi”
5. „Wśród nocnej ciszy”

Strona B
1. „Dzisiaj w Betlejem”
2. „Cicha noc”
3. „Pójdźmy wszyscy do stajenki”
4. „Gdy się Chrystus rodzi”
5. „W żłobie leży”
6. „Przybieżeli do Betlejem pasterze”
7. „Anioł pasterzom mówił (instrumentalny)”

Wszystkie aranżacje Jarosław „Hetman” Hertmanowski, oprócz „W żłobie leży”, „Anioł Pasterzom mówił” aranżacja Marek Makowski.

## Skład
- Jarosław „Hetman” Hertmanowski – gitara prowadząca, gitara basowa, gitara akustyczna, wokal wspierający
- Marek Makowski – instrumenty klawiszowe, elektryczne smyczki, perkusja
- Paweł Kiljański – śpiew
- Rafał Roguski – gitara
- Robert Kubajek – perkusja, śpiew w chórkach
- Artur Rudnicki – gitara basowa

gościnnie
- Sylwia Wiśniewska – śpiew w „Żłobie leży"
- Julia Hertmanowska – głos w „Cicha noc”, „Pójdźmy wszyscy do stajenki"
- Chór dziecięcy „Violinek” pod kierunkiem Zofii Wierzbickiej w składzie Kasia Tararuj, Patrycja Burczyńska, Paulina Gilczyńska, Kasia Janeczek, Ada Kosmala, Ola Owczarek,Paulina Przybysz, Donia Radovic, Asia Sobel, Elwira Szmit